# Jonas Bager
Jonas Valentin Bager (ur. 18 lipca 1996 w Hadsten) – duński piłkarz grający na pozycji środkowego obrońcy. Od 2019 jest zawodnikiem klubu Royale Union Saint-Gilloise.

## Kariera klubowa
Swoją piłkarską karierę Bager rozpoczął w klubie Randers FC. W 2015 roku awansował do kadry pierwszej drużyny. 28 listopada 2015 zadebiutował w jego barwach w Superligaen w wygranym 1:0 domowym meczu z FC Nordsjælland. W zespole Randers występował do końca sezonu 2018/2019.
1 lipca 2019 Bager przeszedł za 300 tysięcy euro do Royale Union Saint-Gilloise. W barwach tego klubu swój debiut zaliczył 10 sierpnia 2019 w wygranym 1:0 wyjazdowym meczu z RE Virton. W sezonie 2020/2021 awansował z Unionem z drugiej do pierwszej ligi belgijskiej.
| Sezon   | Klub       | Kraj   | Rozgrywki       | Mecze | Gole |
| ------- | ---------- | ------ | --------------- | ----- | ---- |
| 2015/16 | Randers FC | Dania  | Superligaen     | 3     | 0    |
| 2016/17 | Randers FC | Dania  | Superligaen     | 25    | 0    |
| 2017/18 | Randers FC | Dania  | Superligaen     | 23    | 1    |
| 2018/19 | Randers FC | Dania  | Superligaen     | 35    | 1    |
| 2019/20 | Union SG   | Belgia | Eerste klasse B | 6     | 0    |
| 2020/21 | Union SG   | Belgia | Eerste klasse B | 20    | 2    |

## Kariera reprezentacyjna
Bager grał w młodzieżowych reprezentacjach Danii na różnych szczeblach wiekowych: U-16, U-17, U-18, U-19, U-20 i U-21. W 2019 roku był w kadrze Danii na Mistrzostwach Europy U-21.